# يعقوب هيراكليد
كان يعقوب هيراكليد (أو إيراكليد؛ باليونانية: Ἰάκωβος Ἡρακλείδης؛ 1527 - 5 نوفمبر 1563)، اسمه عند الولادة باسيليكو ويُعرف أيضًا باسم ياكوبوس هيراكليدس، أو هيراكليد ديسبوتول، أو ديسبوت فودا («ديسبوت الفويفودا»)، جنديًا ومغامرًا ومفكرًا مالطيًا يونانيًا، حكم بصفة أمير مولدافيا (البغدان) من نوفمبر 1561 إلى نوفمبر 1563. يُذكر باعتباره من رواد الإيمان البروتستانتي في أوروبا الشرقية، ومن أبطال النهضة الإنسانية، ومؤسس الحياة الأكاديمية في مولدافيا. نشط بين الشتات اليوناني في الكثير من البلدان، وكان طالبًا في هيرمودوروس ليستاركوس، وعمل بصفة ناسخ مع ابن عمه، لاكوبوس دياسورينوس. زوّر هيراكليد نسبه مرارًا، مدعيًا أنه عضو من أسرة برانكوفيتش؛ لكن صلته بالنبلاء البيزنطيين في رودس كانت أكثر موثوقية، وادعى السيادة الفخرية لساموس. في أواخر أربعينيات القرن السادس عشر وأوائل الخمسينيات منه، درس الطب في جامعة مونبلييه، واتخذ لنفسه زوجة من السكان المحليين. هيراكليد، الذي كان مبارزًا ومدافعًا مزعومًا عن الوأد، فر عبر الحدود مع الإمبراطورية الرومانية المقدسة قبل أن يُعدم بتهمة القتل. فاز الإصلاح بوده ببطء، إذ خدم الأمراء البروتستانت في دائرة ساكسونيا العليا.
خلال رحلاته في هابسبورغ هولندا، قُبل هيراكليد في بلاط الإمبراطور تشارلز الخامس، وخدم تحت قيادته في الحرب الإيطالية الأخيرة. أصبح كونتًا بلاطيًا وصار مرجعية معترفًا بها في المسائل العسكرية، وألف الكثير من الكتب باللغة اللاتينية الجديدة. وبالعودة إلى الحياة المدنية، ركز اهتمامه على النشاط التبشيري، وتواصل مع اللوثريين البارزين في فيتنبرغ، على الرغم من أن تعاطفه مع الكالفينية أخذ في التزايد. بتوصيات من فيليب ملانكتون، سافر عبر شمال أوروبا وافتُتن بتدريس الرياضيات في جامعة روستوك. وصل في النهاية إلى بولندا وليتوانيا عن طريق بروسيا، مع التركيز على مشروع لتوحيد الكنائس الإنجيلية والكالفينية المحلية. أصبح مترددًا في كالفينيته في بلاط ميكواي «الأحمر» رادجيفي: تحول هيراكليد إلى الإصلاح الراديكالي، وتبنى موقفا توحيديًا، دون التراجع علنًا.
من خلال التواصل بين ملكية هابسبورغ والنبلاء البولنديين، تمكن ديسبوت من المطالبة بمصداقية بعرش مولدافيا. شارك في مؤامرة فاشلة لاغتيال الأمير الفخري، ألكساندرو لابوشنانو، وعاد مع جيش من المرتزقة، وانتصر في فيربيا واستولى على سوتشافا. عند السيطرة على البلاد، أصدر مرسوم التسامح، الذي حبا الصعود القصير للبروتستانت المولدافيين. لم يعلن هيراكليد أبدًا عن انتمائه الخاص صراحةً، فقد استرضى الكنيسة الأرثوذكسية المولدافية المهيمنة وأدى الواجبات تجاه الملك الأرثوذكسي. وصاغ برنامجًا سياسيًا أعلن فيه القومية الرومانية، واعدًا بغزو والاشيا (الأفلاق) وترانسيلفانيا. رأى نفسه تابعًا للإمبراطورية الرومانية المقدسة، وحاول مرات الاستيلاء على أجزاء من المملكة المجرية الشرقية بالتعاون مع هابسبورغ. أعلن نفسه «ملكًا» أو «بلاطيًا» عوضًا عن أمير، واستثمر الجهود في اتحاد سلالي مع والاشيا، التي غزاها لفترة وجيزة. كان هدف ديسبوت على المدى الطويل الحصول على الاستقلال عن الإمبراطورية العثمانية في أعقاب «حملة صليبية» تقودها أوروبا.
ساهمت الكثير من الخلافات الدينية في الاضطرابات الاجتماعية في مولدافيا. أسهم حظر ديسبوت للطلاق، وانخراطه في الأيقونات البروتستانتية وسياساته المالية في تنفير الجمهور. تفاقم هذا الصراع بسبب خطته بالزواج من امرأة كالفينية، ما فتح آفاق سلالة بروتستانتية. أُسقط النظام من قبل المُدّعي شتيفان تومشا بعد أن أضعفته نزاعات ديسبوت مع أولبراخت لاسكي والقوزاق الزابوروجيين. بعد حصار دام شهورًا في سوتشافا، استسلم ديسبوت وقتل على الفور، ربما بيد تومشا نفسه. نجا مشروعه الإصلاحي فقط من خلال مركز التعلم الصغير الذي أنشأه في كوتناري وحسب، وفُكك في ثمانينيات القرن السادس العشر. يبغض المؤرخون المولدافيون الأوائل عهد ديسبوت، ولكن مساهمته الإجمالية في تغريب مولدافيا، وخاصة الثقافية، تعتبر جديرة بالاهتمام بنظر العلماء اللاحقين. عاد ديسبوت إلى الظهور بوصفه موضوعًا مرغوبًا في الأدب الروماني الحديث، ما ألهم دراما عام 1879 لفاسيلي ألكسندر، وظهر أيضًا في الأدب المالطي.

## سيرته الذاتية

### أصله
من المؤكد أن أمير مولدافيا المستقبلي كان يوناني العرق، لكن أصله الدقيق غير واضح. كان ديسبوت معروفًا بتزوير أصله، وصفه الباحث الروماني أندريه بيبيدي بأنه «دجال بارع» و«محتال محترف». يذكر المؤرخ نيكولاي يورغا أيضًا أن ديسبوت، وهو «شخصية غير عادية»، ادعى «حقوقًا في جميع العروش الأميرية في الوجود». في سعيه للحصول على الاعتراف، قدم الكثير من الروايات المتضاربة حول أصوله وحياته المبكرة، واخترع أيضًا سلسلة من الأنساب المتضاربة. وفي إخطارات منفصلة ومتضاربة، اقترح أن مسقط رأسه هو رودس أو ساموس، في إيالة الأرخبيل العثمانية؛ وفي أماكن أخرى، ادعى أيضًا أن موطنه الأصلي خيوس جنوة أو كريت البندقية. وسمعه شاهد واحد على الأقل يقول إن أصله من مملكة صقلية.
ادعت شجرة عائلته، التي نشرها هيراكليد نفسه في كورونا (براشوف) في عام 1558، أنه ينحدر من بوليكراتس السامي وسلالة برانكوفيتش، حكام ديسبوتية الصرب. في عام 1562، سجل الدبلوماسي الفرنسي أنطوان دي بترونيل هيراكليد على أنه «ديسبوت صربيا». في وقت لاحق من حياته، تظاهر هيراكليد بأنه ابن شقيق ستيفن الأكبر من مولدافيا، وأضاف أنه ينحدر من سلالة لوزينيان. يحدد بيبيدي بعض الأجزاء الموثوقة في نسب ديسبوت، مشيرًا إلى قرابته من النبلاء البيزنطيين في رودس ومع الحكام من دوقية ناكسوس - ويشمل ذلك ربما نيكولاس الثالث دالي كارسيري، الذي ذكره ديسبوت عن طريق الخطأ باسم «أليكسيوس».
بشكل عام، يبدو أن هيراكليد كان على علاقة قوية مع نظام فرسان القديس يوحنا في مالطا، وأشارت إليه المصادر المالطية عمومًا باسم بازيليكوس ميليتينسيس أو بازيليكو مالطا («بازيليكوس المالطي»). سجل جيوفاني فرانشيسكو أبيلا وجوزيبي بونفيليو هيراكليد في النسخة الإيطالية باسم باسيليكو. وعدل بيبيدي التسمية لتصبح يعقوب باسيليكوس. ذكره مصدر لاتيني جديد باسم ياكوبوس فاسيليكو دي ماركيتو. تشير إحدى الروايات في السلسلة المالطية إلى أن هيراكليد وُلد في بيركيركارا، ووفقًا لبيبيدي، ينبغي اعتبار ذلك مؤكدًا. وُضح الأصل المالطي من قبل بونفيليو: يروي بونفيليو أن باسيليكو كان يونانيًا مالطيًا ادعى أنه من رودس. وبناء على هذا الدليل، يقترح بيبيدي أن عائلة هيراكليد هربت إلى مالطا في أثناء الاستيلاء على رودس، ووُلد ديسبوت فودا المستقبلي في المنفى في عام 1527. جرى التحقق من انتماء الأمير المستقبلي الرمزي إلى رودس من خلال تفاصيل أخرى: في عام 1548، قدم نفسه على أنه ينتمي إلى أبرشية رودس للروم الكاثوليك. جادل بيبيدي بأنه صور نفسه فقط على أنه مالك ساموس لأنها «بخلاف رودس أو مالطا، كانت متاحة، بعد أن هجرها سكانها».